# 氣旋奇多
強烈熱帶氣旋奇多（英語：Intense Tropical Cyclone Chido）是一個規模細小但威力極強、破壞性巨大且致命的熱帶氣旋，於2024年12月影響了非洲東南部。奇多一詞在紹納語中意為「願望」，是2024－2025年西南印度洋熱帶氣旋季中第三個被命名的風暴，也是第二個強烈熱帶氣旋。它成為自1983年氣旋安德烈以來影響阿加萊加群島的最強熱帶氣旋，也是至少90年來襲擊馬約特的最強風暴。此外，它也是西南印度洋區域內有記錄以來造成損失最嚴重的熱帶氣旋，超越2018年氣旋伊代創下的記錄。
「奇多」起源於一個狹長的環流系統，留尼旺氣象局（Météo-France，RSMC La Réunion）於12月7日開始監測該系統，當時其位於迪戈加西亞以東。在風暴過後的分析中顯示，該風暴早在12月5日就已開始形成一個擾動天氣區。12月11日，奇多在12小時內迅速增強並發展成強烈熱帶氣旋，其風眼直接掠過阿加萊加。次日清晨，美國聯合颱風警報中心（JTWC）將該系統升級為相當於四級熱帶氣旋，估計其1分鐘最大持續風速為250公里/小時（155英里/小時），而MFR則估計其巔峰強度為最低中心氣壓935百帕（27.61英寸汞柱）和10分鐘最大持續風速215公里/小時（130英里/小時），同時保持其小規模並向西移動。當該系統經過馬達加斯加北端時，風眼短暫清晰可見，中心密集雲層區保持緊密且對稱。12月14日，奇多進入莫三比克海峽，微波圖像顯示其深層對流帶高度組織化。衛星圖像顯示風眼周圍雲頂溫度下降，表明風暴正在增強，12月15日，奇多以10分鐘持續風速205公里/小時（125英里/小時）在莫三比克彭巴登陸。登陸後不久，MFR報告稱奇多穿過莫三比克和馬拉維，對流活動逐漸減弱。12月16日，奇多減弱為陸地低壓系統，MFR對該系統發布了最後一次警報。
熱帶氣旋「奇多」已造成至少172人死亡（莫桑比克120人、馬約特島39人、馬拉維13人）及6,534人受傷。阿加萊加群島遭受毀滅性打擊，95%以上建築全毀，數百人不幸罹難。馬約特島對風暴幾乎毫無防備，災情極其慘重，死亡與失蹤人數引發激烈爭議。大量居民下落不明，棚戶區幾乎全數被摧毀，截至12月16日全島85%區域斷電。莫桑比克超過15.55萬戶房屋嚴重受損，多個社區被夷為平地。葛摩與馬達加斯加也遭受較小損失。「奇多」造成的經濟損失高達39億美元，成為西南印度洋海域有史以來破壞力最強的熱帶氣旋。

## 氣象歷史
奇多起源於一個的環流系統，位於迪戈加西亞以東，法國氣象局留尼旺氣象部於12月7日開始監測該系統。在其後的分析中，指出該風暴早在12月5日已開始形成，當時是一個擾動天氣區。生成後，一直奇多向西移動。12月9日晚間，美國聯合颱風警報中心將該擾動天氣區升格為熱帶風暴，並給予編號04S。次日凌晨，隨著04S的中心對流有所增強，留尼旺氣象部將04S升格為中度熱帶風暴，模里西斯氣象局將04S命名為奇多。
12月11日上午，受惠於有利的發展環境（海面溫度28至29攝氏度、風切變10至15節及中等的徑向流出），氣象衛星雲圖顯示奇多發展出一個模糊的風眼，從而令留尼旺氣象部將奇多升格為熱帶氣旋。在接下來的12小時，奇多迅速增強，在晚間發展為一個相當於留尼旺氣象部的強烈熱帶氣旋及聯合颱風警報中心的四級熱帶氣旋。同一時間，其風眼經過阿加萊加群島。次日上午，奇多達到巔峰，聯合颱風警報中心估計其1分鐘最大持續風速為135節，而留尼旺氣象部則估計其巔峰最低中心氣壓935百帕斯卡，10分鐘最大持續風速為215公里每小時（130英里每小時）。巔峰過後，奇多進入眼牆置換循環，風眼逐漸被雲填塞。在此期間，奇多保持其小型結構並向西移動。當系統經過馬達加斯加北端時，奇多完成眼牆置換循環，風眼短暫清空，中心密集雲團區保持緊湊且對稱。同日晚間，由於奇多與馬達加斯加北部陸地相互作用及所處位置的風切變升高等因素而逐漸減弱。
12月14日，奇多進入莫桑比克海峽，由於海峽的風切變較低，微波影像顯示其深層對流帶呈現高度組織化。衛星影像顯示，風眼周圍的雲頂溫度下降，表明風暴正在增強。上午11時半，奇多登陸馬約特島。12月15日，奇多在莫桑比克彭巴登陸，估計其10分鐘持續風速為205公里每小時（125英里每小時）。登陸後不久，法國氣象局報告稱，奇多穿過莫桑比克和馬拉維，對流活動逐漸減弱。12月16日，奇多減弱為低壓區，法國氣象局對該系統發布最後一次警報。

## 影響
| 國家       | 死亡人數 | 失蹤人數                      | 受傷人數 | 經濟損失 (美元) |
| ---------- | -------- | ----------------------------- | -------- | --------------- |
| 毛里求斯   | 0        | 0                             | 0        | 未知            |
| 馬達加斯加 | 0        | 0                             | 0        | 很少            |
| 馬約特島   | 39       | 200+（已確認） "過千"（預測） | 5600     | 6.75億－8.31億  |
| 科摩羅     | 0        | 0                             | 5        | 未知            |
| 莫桑比克   | 120      | 未知                          | 900      | 未知            |
| 馬拉維     | 13       | 未知                          | 29       | 未知            |
| 合計       | 172      | 200+                          | 6534     | 6.75億－8.31億  |

### 毛里求斯
奇多是自 1983 年以來吹襲 阿加萊加群島 的最強風暴。
據報道，北阿加萊加島被奇多“摧毀”，強勁陣風和8米（26英尺）的海浪摧毀了島上95%的建築物，包括一家醫院，而南阿加萊加島98%的建築物被摧毀。
12 月 11 日至 12 日夜間，通訊被切斷。一艘拖船在島嶼北部的珊瑚礁上擱淺，引發了對可能發生漏油事件的擔憂。

### 馬達加斯加
馬達加斯加的安齊拉納納據報出現輕微損壞、輕度洪水和停電。

### 馬約特島
|              |                |
| 各颜色代表： |                |
|              | 被毁坏的建筑物 |
|              | 受损建筑       |
|              | 可能受损的建筑 |

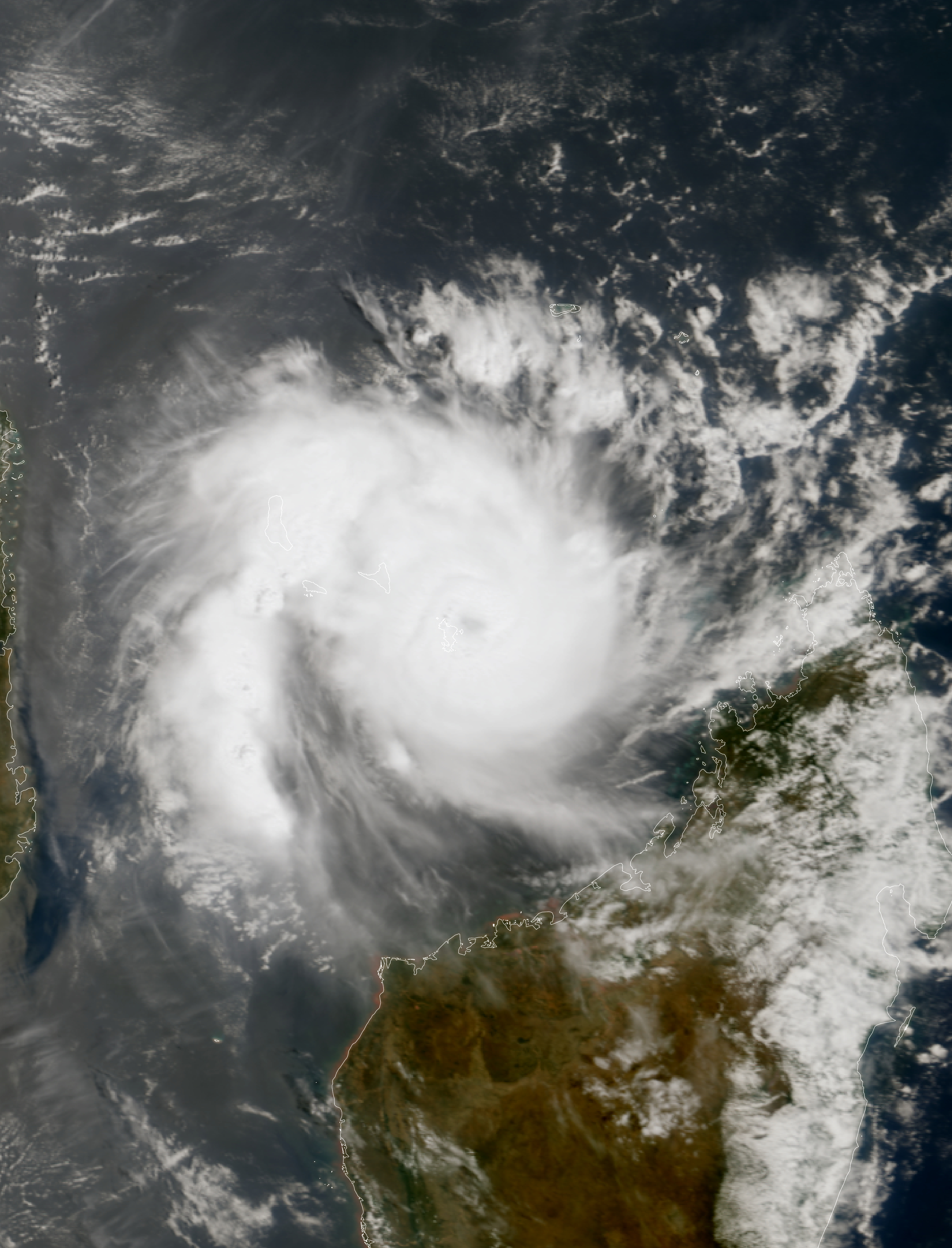
12月14日，奇多在馬約特島登陸

奇多被認為是 90 年來影響馬約特島最嚴重的風暴。奇多在馬約特島造成至少22人死亡、1,400多人受傷數百甚至數千人恐已死亡。風暴導致多達 10 萬人流離失所。
島上還有數千人被宣布失踪 其中包括200多名紅十字會志願工。
超過 15,000 戶家庭斷電，至少 7,816 戶家庭受損。
法國內政部估計該領土70%的人口受到嚴重影響 。馬約特島省長弗朗索瓦-澤維爾·比厄維爾 (François-Xavier Bieuville) 表示，奇多是自 1934 年以來最猛烈、最具破壞性的氣旋 。
在首都馬穆楚，大多數房屋、行政建築和部分市政廳都遭到嚴重破壞，據報整個棚戶區因泥石流而被毀 。人道物資倉庫和紅十字會大樓也遭到破壞。Dzaoudzi–Pamandzi 國際機場的風速達到 226 公里/小時（140 英里/小時），同時亦在旋風中遭受嚴重破壞。
馬約特島記錄的最高風暴潮為 28 英尺（8.5 米） 
。
島上許多房屋遭到嚴重破壞，街道上如同廢墟。馬約特島中央醫院也因風暴而遭受嚴重破壞。該地區許多道路無法通行，嚴重阻礙了救援工作。

### 科摩羅
在昂儒昂，兩人受傷，五棟房屋被摧毀，清真寺、其他房屋和雞舍遭到破壞。在大科摩羅島，11 名漁民被宣布失踪，但於 12 月 15 日被找到。奇多也為莫愛利島帶來強風和暴雨，造成農作物受損。

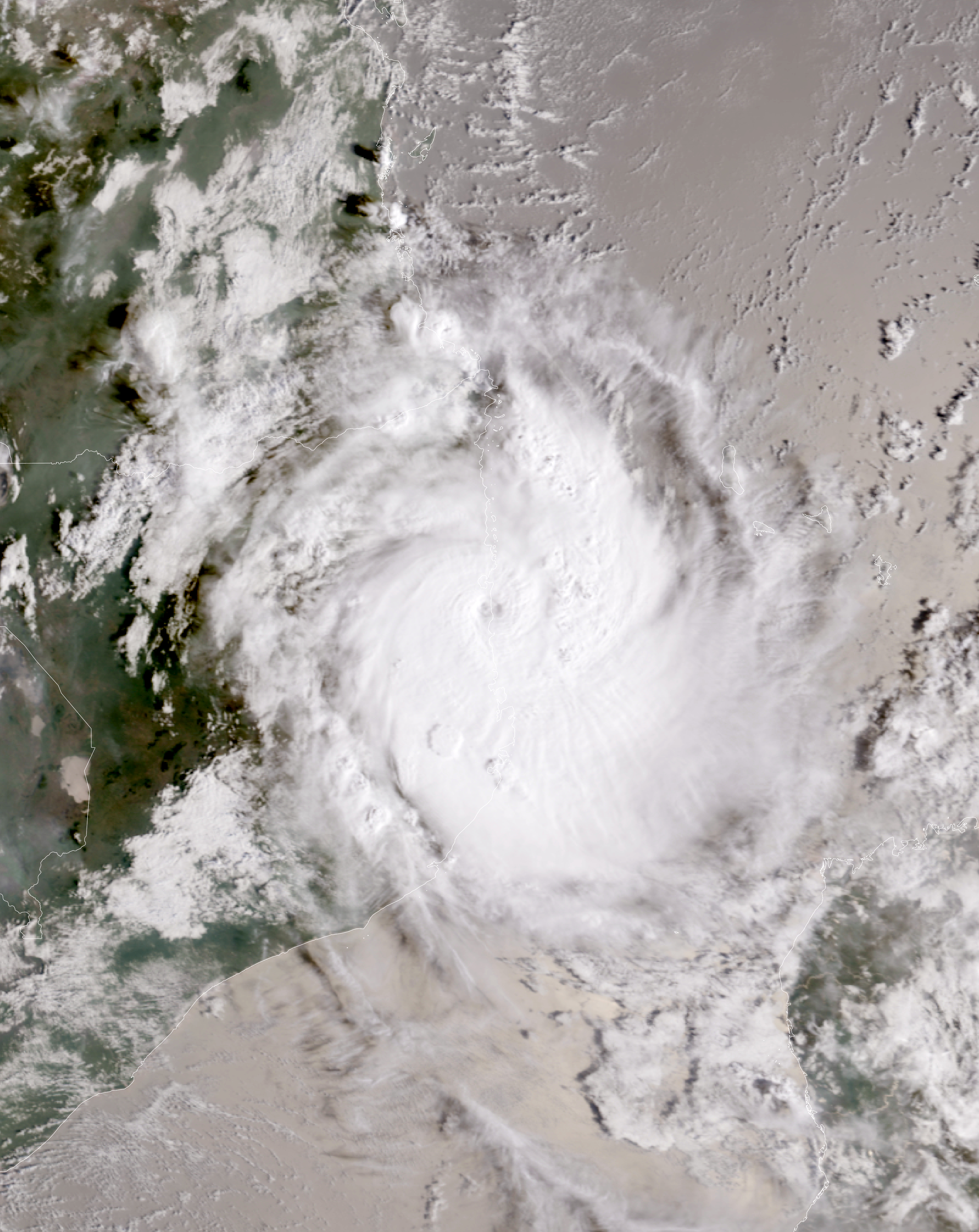
12月15日，奇多在莫桑比克彭巴附近以四級熱帶氣旋強度登陸

### 莫桑比克
當地至少45人死亡同時奇多也在莫桑比克造成319人受傷，
估計有 200 萬人受到影響。該國近 35,000 棟房屋、70 間教室、10 個衛生設施和 9 所學校被摧毀或嚴重損壞彭巴的許多房屋、學校和醫療設施被摧毀，通訊也被氣旋切斷。據報道，城外農村地區的損失更為嚴重，
梅庫菲區 100% 的房屋受損； Murrebue 鎮 99% 的房屋被摧毀，其中僅存兩所學校，而在鄰近的奇烏雷區，40% 的房屋被毀，60% 的房屋屋頂受損。

### 馬拉維
奇多在馬拉維南部引發的洪水影響了超過 1,800 棟房屋和 8,100 人，造成 13 人死亡。其中兩處位於布蘭太爾，該地區在 2023 年 3 月受到氣旋弗雷迪的嚴重影響，另一處位於馬欽加。該國的學校和醫療設施也遭到破壞。當地至少有 34,741 人受到影響
。

## 事後

### 馬約特島
12 月 16 日，由於氣旋奇多對科摩羅人主要居住地馬約特島的影響，科摩羅宣布全國哀悼一週 。
12 月 16 日，法國國民議會為此默哀一分鐘。法國省長弗朗索瓦-澤維爾·比厄維爾補充說，統計死亡人數極其困難，許多人可能永遠不會被記錄下來，部分原因是穆斯林的傳統是在 24 小時內埋葬人員。法國內政部表示，已向馬約特島部署了 1,600 名警察和憲兵，以幫助居民並防止搶劫，預計未來幾天將有 800 名警察和憲兵抵達。由於Dzaoudzi–Pamandzi 國際機場受損，該機場的運作僅限於軍用飛機。內政部長 布呂諾·勒塔約於 12 月 16 日訪問了馬穆楚。總統馬克龍承諾提供緊急援助，並定於當天稍晚在巴黎內政部危機中心召開有關局勢的會議。由於擔心被驅逐出境，非法移民在颶風期間也避開了庇護所。
馬克宏也宣布法國全國哀悼一段時間。
截至 12 月 16 日，馬約特島仍有 85% 的家庭失去電力供應，
同時也從留尼汪引進了更多救援人員。

### 馬拉維
受奇多影響，馬拉維南部大部分地區的學校於 12 月 16 日停課。

## 外部鏈接
- MFR Track Data （页面存档备份，存于） 留尼旺氣象部關於氣旋奇多的數據（法語）
- JTWC Best Track Data （页面存档备份，存于）聯合颱風警報中心關於04S的數據